# Хоакін Кастро
Хоакін Кастро (англ. Joaquín Castro; нар. 16 вересня 1974, Сан-Антоніо, Техас) — американський юрист і політик-демократ, член Палати представників з 2013 р.
Народився і виріс в Сан-Антоніо в сім'ї мексиканського походження. Кастро навчався у Стенфордському університеті і Гарвардській школі права. Після отримання диплома юриста він працював адвокатом у приватній юридичній фірмі.
У 2002 р. він був обраний членом Палати представників штату Техас, а у 2012 р. — членом Палати представників США (замість конгресмена Чарлі Гонсалеса).
Його брат-близнюк, Хуліан, був мером Сан-Антоніо з 2009 по 2014 рр. і є міністром житлового будівництва і міського розвитку США в адміністрації Обами з 2014 р.